# هیساشی ایگاوا
هیساشی ایگاوا (انگلیسی: Hisashi Igawa؛ زادهٔ ۱۷ نوامبر ۱۹۳۶) هنرپیشه اهل کشور ژاپن است.
از فیلم‌هایی که وی در آن نقش داشته‌است می‌توان به رؤیاها و آشوب اشاره کرد.